# Anderson Rodrigues
Anderson de Oliveira Rodrigues, född 21 maj 1974 i Belo Horizonte, är en brasiliansk volleybollspelare. Rodrigues blev olympisk guldmedaljör i volleyboll vid sommarspelen 2004 i Aten.